# Centro Oriental Paranaense
Centro Oriental Paranaense è una mesoregione del Paraná in Brasile.

## Microregioni
È suddivisa in 3 microregioni:
- Jaguariaíva
- Ponta Grossa
- Telêmaco Borba